# ميليسا إيفا باريرا
ميليسا باريرا (بالإنجليزية: Melissa Eva Barrera)‏ هي مقدمة برامج إذاعية أمريكية، ولدت في 10 أغسطس 1985 في بومونا في الولايات المتحدة.

## وصلات خارجية
- ميليسا باريرا على موقع IMDb (الإنجليزية)